# Antal Kocsis
Antal Kocsis (* 17. November 1905 in Budapest, Ungarn; † 25. Oktober 1994 Titusville, Florida, Vereinigte Staaten) war ein ungarischer Boxer im Fliegengewicht.
Im Jahre 1928 wurde Kocsis Olympiasieger im Fliegengewicht, als er in der niederländischen Hauptstadt Amsterdam José Villanova, Hubert Ausböck, Carlo Cavagnoli und Armand Apell nach Punkten besiegte.